# جوليانا متدلية
جوْلِيَانَا مُتَدَلَّيَّة (الاسم العلمي Hesperis pendula)، نبات معمر من فصيلة الصليبيات يَستِند إلى نباتٍ مُجاور أو حافة صخرة، يعلو حتى المتر، مكسو بأوبار غِدَّيَّة وحرائر مُنبسطة. أوراقه القاعدية قيثارية الشكل، حادَّة الأسنان، الساقية لاطئة. إزهراره متفرع، بتلاته حوالي 18 سم بارزة الأظفور، مصفرة اللون البني. العنقود الثَّمَريّ طويل. القرن مُستدير، يضيق بين الحبوب، كثيف الزغب.